# Lucía García

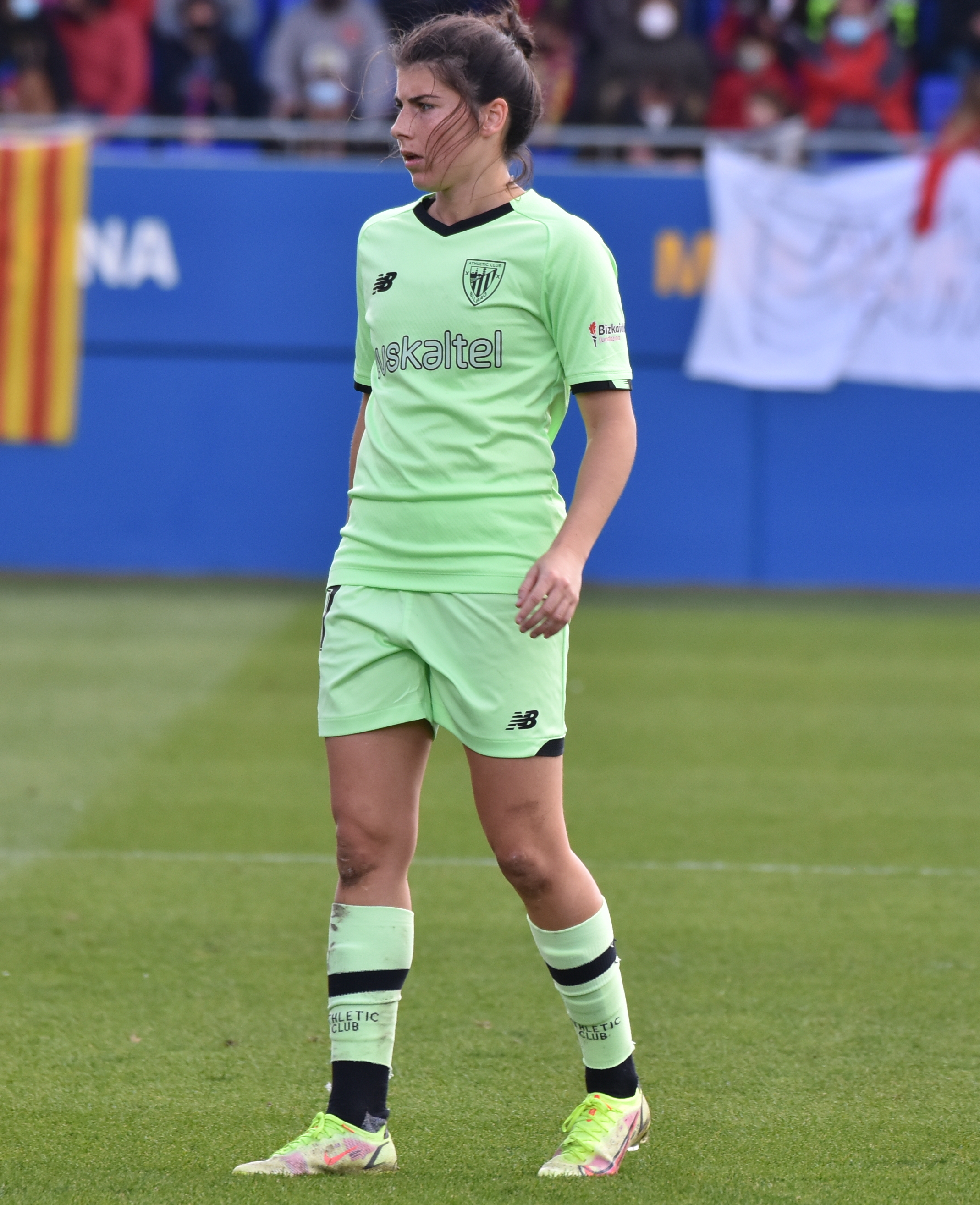

Lucía García, född den 14 juli 1998 i Baracaldo, är en spansk fotbollsspelare (anfallare) som spelar för Manchester United och det spanska landslaget.
Hon var uttagen till den trupp som representerade Spanien i VM i Frankrike år 2019. Hon blev målskytt i 3-1-segern mot Sydafrika i premiärmatchen. Matchen blev historisk som Spaniens första seger i ett världsmästerskap.